# Grumman F-11 Tiger
Grumman F-11 Tiger byl americký jednomístný palubní stíhací letoun, který byl ve službě v 50. a 60. letech 20. století. Od dubna 1955 až do roku 1962, kdy byl zaveden jednotný systém označování typů letadel amerických ozbrojených sil, nesl stroj označení F11F Tiger. Tento typ v letech 1957–1969 používala také námořní akrobatická skupina Blue Angels.

## Vývoj

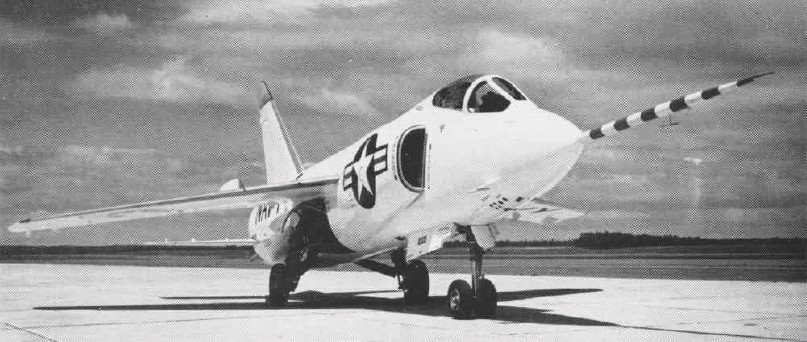
Prototyp XF9F-9

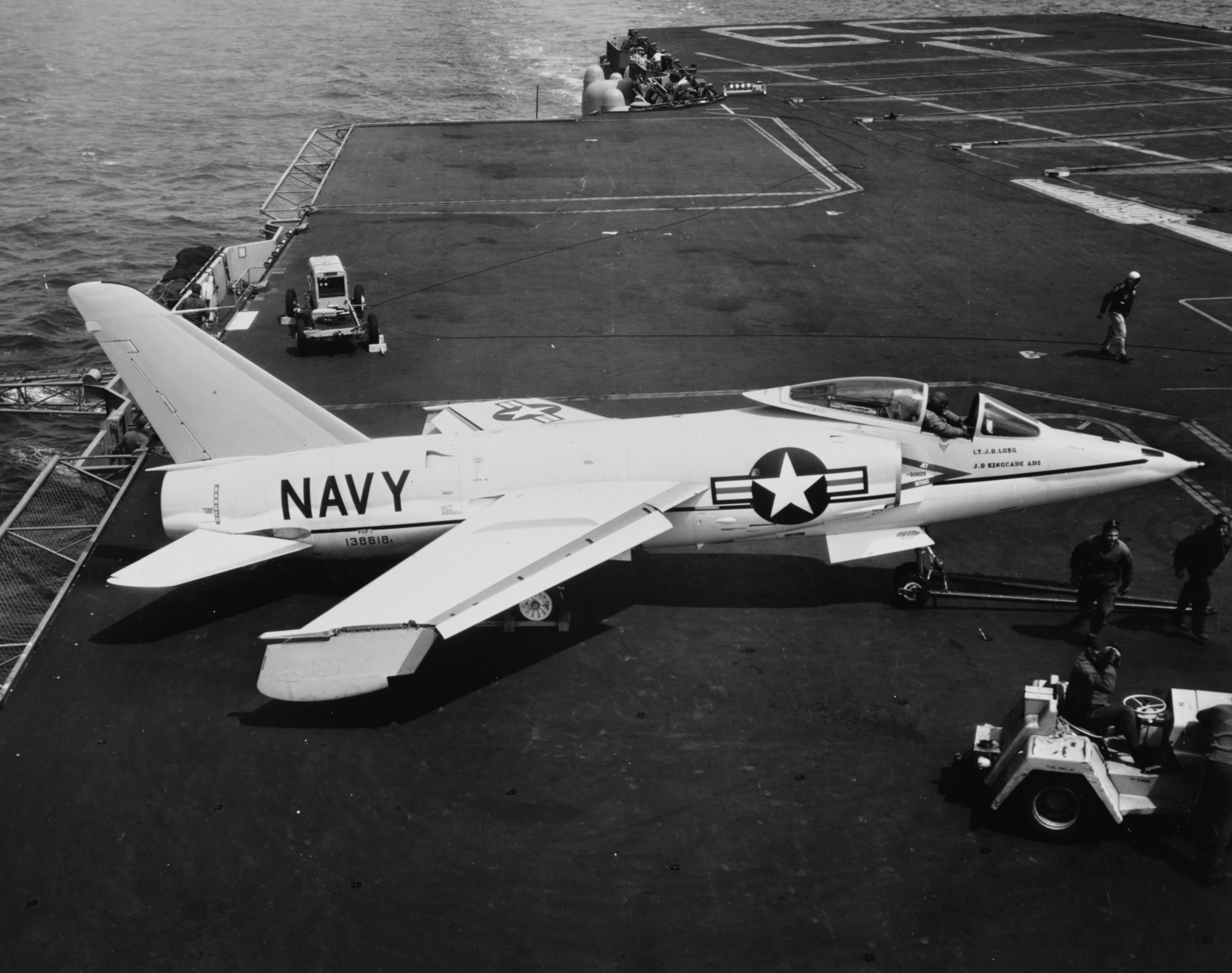
F11F-1 Tiger na palubě lodi USS Forrestal (CVA-59)

Počátek vývoje tohoto typu se datuje do roku 1952, když společnost Grumman začala na své náklady vyvíjet náhradu svého palubního typu Grumman F-9 Cougar. Hlavní změnou bylo uplatnění aerodynamických principů pravidla ploch v konstrukci letounu a dalších zlepšeních. Projekt, který nesl od počátku firemní označení G-98 se nakonec stal zcela novou konstrukcí. Stroj poháněl proudový motor Wright J65, který byl licenční verzí britského motoru Armstrong Siddeley Sapphire.
Schopnost typu dosáhnout nadzvukových rychlostí zaujala velení US Navy. Byla objednána stavba dvou prototypů XF9F-8, což ještě vyjadřovalo vazbu projektu na F-9 Cougar, ovšem už tehdy se jednalo o zcela nový letoun. Aby byl zmatek dokonán, za nějaký čas bylo prototypu označení odebráno, přiděleno jinému pokusnému typu Grummanu a prototyp Tigeru dostal označení XF9F-9.
První prototyp vzlétl 30. července 1954. Jelikož vývoj přídavného spalování ještě nebyl dokončen, byla použita pohonná jednotka, která ho postrádala. Přesto typ už při prvním letu dosáhl téměř rychlosti zvuku. Zvukovou bariétu překonal druhý prototyp, u kterého bylo instalováno přídavné spalování. A stal se tak součástí první generace nadzvukových strojů US Navy (první palubní letoun námořnictva, který bariéru překonal ve střemhlavém letu byl Douglas F4D Skyray. V roce 1955 se označení typu opět změnilo na F11F-1, aby nakonec po roce 1962 zůstalo jen F-11. Palubní zkoušky typu začaly 4. dubna 1956 a probíhaly z paluby letadlové lodi USS Forrestal. V březnu 1957 byly první stroje zavedeny do služby námořnictva.
Do služby u amerického námořnictva byl Tiger zaveden zhruba ve stejnou dobu jako F8U Crusader. Při porovnání letových vlastností obou typů se zjistilo, že Tiger byl sice o něco rychlejší a ovladatelnější než Crusader v nízké letové hladině, ale ve výšce 10 668 m byl téměř o 300 km/h pomalejší. Měl mírně nižší počáteční stoupavost a kratší bojový rádius. Kromě toho, že byl Crusader značně rychlejší, byl také mnohem lepší zbraňovou platformou. V důsledku toho bylo americké námořnictvo z Tigra značně rozčarované a zrušilo smlouvy na jeho další výrobu. Ve verzi F11F-1 tak bylo postaveno jen 199 kusů. Ještě předtím námořnictvo zrušilo i celou objednávku letadel v průzkumné verzi F11F-1P. Poslední stroj F11F-1 byl dodán 23. ledna 1959 a v tento den Grumman poprvé ve své historii neměl ve výrobě žádné námořní stíhačky.

## Konstrukce

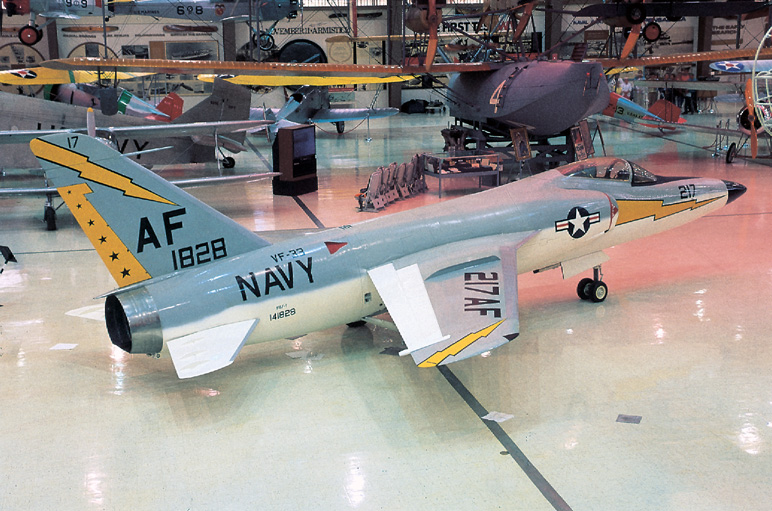
F11F-1 Tiger v americkém muzeu námořního letectva (Pensacola, Florida)

F-11 Tiger byl středoplošník se šípovým křídlem o úhlu 35 stupňů. Křídlo bylo na náběžné hraně vybavené sloty a na odtokové hraně mělo po celé délce klapky. Křidélka byla nahrazena spoilery. Na vrchní straně křídla, asi v jedné třetině, byl aerodynamický hřeben. Při parkování letadel na palubě letadlové lodi se křídla skládaly směrem dolů.
Tiger byl poháněn proudovým motorem s axiálním kompresorem Wright J65-W-18, který měl suchý tah 32,9 kN a s přídavným spalováním dosahoval tahu 46,7 kN. J65-W-18 však nepatřil mezi spolehlivé motory. Letadlo dosahovalo maximální rychlosti 1 210 km/h na úrovni moře a 1 170 km/h ve výšce 10 668 m. Počáteční stoupavost Tigra byla jen 26 m/s. Vnitřní kapacita paliva byla 3464 litrů a podél nosu mělo letadlo namontovanou zatahovací sondu na doplňování paliva během letu. Od 58. sériově vyrobeného stroje se interní kapacita paliva zvýšila na 3976 litrů.
Základní výzbroj se skládala ze čtyř 20 milimetrových kanónů namontovaných pod vstupním ústrojím. Pod křídlem byly čtyři závěsné body, na kterých mohla stíhačka nést buď čtyři střely AIM-9 Sidewinder nebo dva Sidewindery a dvě externí palivové nádrže s kapacitou 568 litrů. Letadlo mělo integrované i pumy a neřízené rakety vzduch-země, ale ty byly používány jen zřídka, pokud vůbec.

## Služba

F11F-1 na lodi USS Ranger, 1957

Typ používalo celkem sedm squadron amerického námořnictva. VF-21 a VF-33 létala v oblasti Atlantiku a zbylé VF-24 (od roku 1959 VF-211), VF-51, VF-121 a VF-191 létaly u Pacifického loďstva. Tigery létaly z letadlových lodí USS Intrepid, USS Bon Homme Richard, USS Saratoga, USS Forrestal a USS Ranger.
Typ operačně létal pouhých pět let, protože jeho výkony byly výrazně menší, než u konkurenčního typu Vought F-8 Crusader a i jeho motor se ukázal být nespolehlivým. Proto byly zrušeny všechny objednávky na další série F-11 a především průzkumné varianty F11F-1P. V roce 1961 byl typ stažen z palubní služby k výcviku a až do roku 1967 byl používán k výcviku. Studenti mohli po výcviku na typu F-9 Cougar zkusit několik letů na nadzvukovém stroji, než přešli na skutečně používané palubní stíhačky. Letecká akrobatická skupina Blue Angels typ používala o něco déle a to v letech 1957–1969, než ho nahradila typem McDonnell Douglas F-4 Phantom II.

## Rekord
Dne 18. dubna 1958 zkušební pilot George Clinton Watkins z amerického námořnictva s letounem Grumman F11F-1F Tiger (sériové číslo 138647) na Edwardsovou leteckou základnou dosáhl světového výškového rekordu FAI, když se dostal do výšky 23 449 metrů. Rekordní letoun byl poslední vyrobený verze F11F-1, přičemž se lišil instalací výkonnějšího motoru General Electric YJ79-GE-3 (41,37 kN). Dochoval se ve středisku Naval Air Weapons Station China Lake v Kalifornii.

## Varianty
- XF9F-8 (do roku 1953 XF9F-8) – Dvojice prototypů
- F-11A (původně nejprve F9F-9 a poté F-11F-1) – Sériový jednomístný palubní stíhací letoun. Od roku 1962 značený jako F-11A.
- F11F-1P – Označení pro zrušenou průzkumnou verzi.
- F-11F-1F Super Tiger (původně F-11F-2) – Sériový F11F-1 se výkonnějším motorem J-79-GE-3

## Specifikace

### Technické údaje
- Osádka: 1 (pilot)
- Rozpětí: 9,6 m
- Délka: 14,3 m
- Výška: 4,0 m
- Nosná plocha: 23 m²
- Hmotnost prázdného letounu: 6500 kg
- Vzletová hmotnost: 9650 kg
- Max. vzletová hmotnost: 10 900 kg
- Maximální rychlost: 1170 km/h (Mach 1,1) ve výšce 11 000 m
- Cestovní rychlost: 929 km/h
- Dostup: 12 800 m
- Stoupavost: 27 m/s
- Dolet: 2050 km
- Plošné zatížení: 420 kg/m²

### Pohonná jednotka
- Pohon: 1× proudový motor Wright J65-W-18
  - Tah motoru: 32,9 kN
  - Tah s forsáží: 46,7 kN

### Výzbroj
- 4×20mm kanón Mk 12, 125 nábojů na hlaveň,
- neřízené rakety,
- AIM-9 Sidewinder,
- přídavné nádrže na 150 galonů paliva